# شب‌غوکان
شب‌غوکان (به لاتین: Nyctibatrachidae) یک خانواده کوچک از قورباغه‌ها است که در گات غربی هند و سریلانکا یافت می‌شود. نام رایج آنها قورباغه‌های قوی است. شناخته‌شدن شب‌غوکان به عنوان یک خانواده، به نسبت جدید است. این قورباغه‌ها در گذشته در خانوادهٔ کاملاً تعریف‌شدهٔ قورباغه‌های راستین قرار داشتند که اخیراً به سه زیرخانوادهٔ Lankanectinae, Nyctibatrachinae و Astrobatrachinae تقسیم شده‌اند.

## سرده‌ها
این خانواده دارای سه سرده در زیرخانواده‌های خود است:
- زیرخانوادهٔ Astrobatrachinae
  - ستاره‌غوک‌ها ویجایاکومار و همکاران، 2019 (گات‌های غربی در جنوب غربی هند - ۱ گونه)
- زیرخانوادهٔ Lankanectinae
  - Lankanectes دوبویس و اُهلر، 2001 (سری‌لانکا – ۲ گونه)
- زیرخانوادهٔ Nyctibatrachinae
  - Nyctibatrachus بولِنگِر، 1882 (گات‌های غربی در جنوب غربی هند - ۲۸ گونه)